# Cyanoramphus malherbi
Cyanoramphus malherbi е вид птица от семейство Psittaculidae. Видът е критично застрашен от изчезване.

## Разпространение
Видът е разпространен в Нова Зеландия.